# Bezzia atrovittata
Bezzia atrovittata är en tvåvingeart som beskrevs av Remm 1972. Bezzia atrovittata ingår i släktet Bezzia och familjen svidknott. Inga underarter finns listade i Catalogue of Life.